# Otočić Sveti Ivan na Pučini
Otočić Sveti Ivan na Pučini är en ö i Kroatien.   Den ligger i länet Istrien, i den västra delen av landet, 200 km väster om huvudstaden Zagreb.